# Ferdinand Habel
Ferdinand Habel (* 20. September 1874 in Mariaschein, Böhmen; † 13. März 1953 in Wien) war ein tschechisch-österreichischer Kirchenmusiker, Chorleiter und Komponist.

## Leben und Wirken

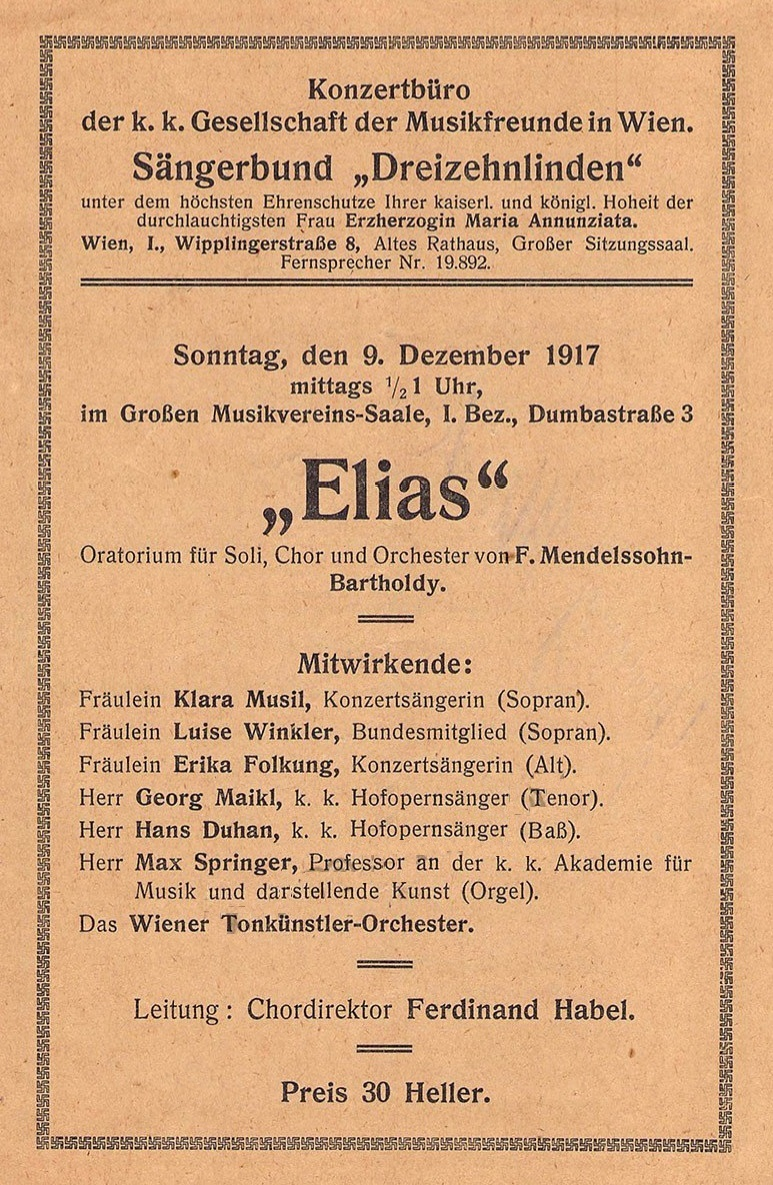
Konzertplakat 1917

Ferdinand Habel kam 1890 nach Wien, wo er bis 1893 an der kirchenmusikalischen Lehranstalt des Allgemeinen Kirchenmusikvereins St. Ambrosius Theorie bei Josef Böhm und Orgel bei Josef Labor studierte. Ein wichtiger Förderer in diesen Anfangsjahren war der Kirchenmusiker August Weirich, der ihn als Organist an die Brigittakirche holte und ihn 1894 bei seinem Wechsel an die Dominikanerkirche in gleicher Funktion beschäftigte. Nach Weirichs Weggang übernahm Habel das Amt des Regens chori an der Dominikanerkirche, welches er bis zu seiner Berufung als Domkapellmeister von St. Stephan innehatte. Von 1921 bis 1946 war er als Nachfolger Weirichs Domkapellmeister an St. Stephan. Die Reichspost begrüßte diese Entscheidung für Habel in einem Artikel vom 29. März 1921:

„Die Berufung des verdienten Dirigenten und Ehrenchormeisters des Sängerbundes ‚Dreizehnlinden‘ auf den wohl hervorragendsten und verantwortungsvollsten Posten der Kirchenmusik Wiens und Oesterreichs, wird in der katholischen und musikalischen Welt, in welcher der Name des neuen Domkapellmeisters längst als der eines ganz hervorragenden Dirigenten und erfolgreichsten Erziehers zur Kunst bekannt ist, mit froher Genugtuung begrüßt werden, als sichere Gewähr, daß es für die von einer ruhmvollen Tradition getragene Kirchenmusik in der Metropolitankirche bei der Parole ‚vorwärts und aufwärts‘ bleibt, trotz der gewaltigen Erschwerungen und Hemmungen, welche die Not der Zeit gerade auch dem kirchenmusikalischen Wirken bereitet.“

Daneben wirkte Habel als Pädagoge, u. a. am Niederösterreichischen Landeslehrerseminar in der Hegelgasse, von 1913 bis 1946 an der kirchenmusikalischen Abteilung der Staatsakademie für Musik und darstellende Kunst und ab 1924 als Lektor für Theorie und Praxis der Kirchenmusik an der Theologischen Fakultät der Universität Wien.
Außerdem erwarb sich Habel als Chorleiter des von ihm 1896 mitbegründeten Sängerbunds „Dreizehnlinden“ große Verdienste um die Pflege der Chormusik in Wien. Dieser Verein trat in regelmäßigen Konzerten im Großen Musikvereinssaal auf.
Habel war ein Vertreter des Cäcilianismus, vertrat jedoch eine gemäßigte Richtung. Sein Wirken zeichnet sich durch ein breites Repertoire aus, das von Palestrina bis zeitgenössischen Komponisten wie Josef Lechthaler und Josef Venantius von Wöss reichte. Seine eigenen Werke wurden großteils – wie jene seines Vorgängers August Weirich – bei dem Dombrand im April 1945 zerstört, der auch das anliegende Curhaus mit dem Notenarchiv der Dommusik erfasste. Bleibendes Vermächtnis ist die – auf eine Initiative Weirichs zurückgehende – Gründung des Dommusikvereins, der seit 1921 besteht und durch Habel in dessen ersten 25 Jahren wesentlich geprägt wurde.
Zeitzeugen zufolge war speziell Habels Fähigkeit im reproduktiven Schaffen seine größte Stärke. Ein langjähriger Weggefährte resümierte: „Habel, im gesellschaftlichen Leben ein liebenswürdiger, charmanter Künstler und Mensch, war auf dem Podium ein König, streng und unerbittlich.“
Als Bearbeiter trat Habel ebenfalls in Erscheinung. Er arrangierte die von rigorosen Cäcilianern verpönten Instrumentalmessen der Wiener Klassiker, indem er die strittigen Texte liturgisch korrigierte, die musikalische Substanz jedoch unberührt beließ. Die von ihm erstellten Editionen fanden große Anerkennung und wurden in der von Alfred Schnerich herausgegebenen Reihe „Denkmäler liturgischer Kirchenmusik“ publiziert.
Verheiratet war Habel mit Maria Übelhör (1874–1926), mit der er drei Kinder hatte: die Töchter Maria Cäcilia (* 16. März 1900) und Cäcilia Maria (* 13. September 1903) sowie Sohn Ferdinand (1910–1940), der als sogenannter „Innitzer-Gardist“ eines der Opfer des Nationalsozialismus wurde.

## Ehrungen
Gewürdigt wurden Habels Verdienste im Bereich der Chor- und Kirchenmusik sowie als Pädagoge 1934 durch die Verleihung des Hofratstitels sowie 1948 durch die Auszeichnung des päpstlichen Sylvester-Ordens. Zusätzlich war er seit 1899 Ehrenmitglied der katholisch-akademischen Studentenverbindung „Norica Wien“ und wirkendes Mitglied der DTÖ.